# Ieva Krastiņa
Ieva Krastiņa, coniugata Pulvere (Cēsis, 22 luglio 1990), è una cestista lettone.

## Carriera
Con la Lettonia ha disputato i Campionati mondiali del 2018 e tre edizioni dei Campionati europei (2013, 2017, 2019).